# Seán Ó hEinirí
Seán Ó hEinirí (né le 26 mars 1915 et mort le 26 juillet 1998), aussi connu en anglais sous le nom de John Henry, est un conteur traditionnel (seanchaí) et un pêcheur irlandais.
Il est connu comme étant possiblement le dernier locuteur monolingue de l'irlandais.

## Biographie
Seán Ó hEinirí est né à Cill Ghallagáin, dans le comté de Mayo, enfant de Micheál Ó hÉinirí et de Máire Ó hÉinirí (née Ó Conghalaigh),. Dès son jeune âge, il a pour projet de collecter autant d'anciennes légendes et d'histoires traditionnelles que possible. Il était pêcheur et utilisait un currach. Il était également un bon rameur.
Il est d'abord connu comme un conteur talentueux. Le folkloriste Proinnsias de Búrca (1904–1996) collecta de nombreux contes auprès de lui durant les travaux de l'Irish Folklore Commission (1935–1971). Plus tard, Séamas Ó Catháin du département du folklore irlandais enregistre Seán Ó hEinirí pendant près de dix étés. Un grande nombre de ses histoires sont publiées dans Scéalta Chois Cladaigh (« Histoires de la mer et des rives ») en 1983 par le Conseil du folklore irlandais.
Ó hEinirí a aussi fourni beaucoup de mots et d'expressions au lexicographe Tomás de Bhaldraithe, qui les a incorporés dans son dictionnaire anglais-irlandais, publié en 1959. De plus, il a donné plus de huit-cents toponymes à Patrick O'Flanagan de la Folklore Commission pour livre The Living Landscape, Kilgalligan, Erris publié en 1974.